# Paralysie générale
Cet article traite des aspects historiques de l'affection. Pour la description clinique et les aspects thérapeutiques, se reporter à l'article Neurosyphilis.
 Mise en garde médicale
La paralysie générale est le nom anciennement donné à la méningoencéphalite causée par la neurosyphilis, observée au cours de la phase tertiaire de la syphilis et qui apparaît 5 à 15 ans après l'infection initiale. Cette complication neurologique tardive de la syphilis a été souvent désignée par son abréviation « PG » dans le vocabulaire médical ou littéraire francophone. Ce sigle était un moyen pudique de désigner une complication redoutée d'une maladie sexuellement transmissible.
C'est l'aliéniste Antoine Laurent Bayle qui décrit en 1822 et laisse son nom à la paralysie générale également appelée maladie de Bayle. Ses principaux signes cliniques sont la démence, les troubles de la mémoire, de l'élocution, un délire à thème de mégalomanie avec un état de manie, des tremblements et divers signes neurologiques parmi lesquels le signe d'Argyll Robertson figure au premier rang.
Il ne s'agit donc pas à proprement parler d'une paralysie.
Dans la mesure où l'infection est très ancienne, et où les signes cliniques donnent l'impression d'une maladie mentale, ce diagnostic doit être recherché prioritairement.

## Dates marquantes dans l'évolution des connaissances
- 1822 : première description anatomoclinique par A. Bayle.
- 1913 : le bactériologiste japonais Hideyo Noguchi identifie le tréponème pâle dans le cerveau de patients décédés de paralysie générale.
- 1917 : le neurologue autrichien Julius Wagner-Jauregg ayant remarqué l'amélioration des symptômes par la chaleur et lors des poussées de fièvre, a l'idée d'inoculer aux patients le paludisme. La malariathérapie est le premier traitement efficace de la paralysie générale et vaudra à son inventeur le prix Nobel de médecine.
- 1945 : la pénicilline, découverte par Alexander Fleming en 1928, remplace la malariathérapie et fait disparaître l'affection en quelques décennies.